# Șevcenkove (Dîmarka), Ivankiv
Șevcenkove (în ucraineană Шевченкове) este un sat în comuna Dîmarka din raionul Ivankiv, regiunea Kiev, Ucraina.

## Demografie
Componența lingvistică a localității Șevcenkove
     Ucraineană (81,48%)
     Rusă (18,52%)
Conform recensământului din 2001, majoritatea populației localității Șevcenkove era vorbitoare de ucraineană (81,48%), existând în minoritate și vorbitori de rusă (18,52%).